# Ґолембевко (Поморське воєводство)
Ґолембевко (пол. Gołębiewko, нім. Klein Golmkau) — село в Польщі, у гміні Тромбки-Великі Ґданського повіту Поморського воєводства.
Населення — 346 осіб (2011).
У 1975-1998 роках село належало до Гданського воєводства.

## Демографія
Демографічна структура станом на 31 березня 2011 року:
|          | Загалом | Допрацездатний вік | Працездатний вік | Постпрацездатний вік |
| -------- | ------- | ------------------ | ---------------- | -------------------- |
| Чоловіки | 168     | 38                 | 119              | 11                   |
| Жінки    | 178     | 51                 | 101              | 26                   |
| Разом    | 346     | 89                 | 220              | 37                   |